# Запис орах стари код моста (Јездина)
Запис орах стари код моста (Јездина) се налази на парцели чији је власник Град Чачак.

## Локација
| Општина             | Чачак                                                                       |
| Катастарска општина | Јездина                                                                     |
| Потес               | Вуковина                                                                    |
| Координате          | 43° 52′ 15″ С; 20° 18′ 48″ И / 43.870800000000003° С; 20.313300000000002° И |
| Надморска висина    | 316m                                                                        |

## Карактеристике
Дендрометријске вредности утврђене на терену и сателитским снимцима:
| Стабло                     | Орах |
| Висина стабла              | m    |
| Обим дебла                 | m    |
| Пречник крошње             | 5m   |
| Пречник дебла              | m    |
| Висина дебла до прве гране | m    |

## База записа
Запис је у оквиру Викимедија пројекта "Запис - Свето дрво" заведен под редним бројем 0922.